# Richard Wright (író)
Richard Nathaniel Wright (Natchez vagy Roxie, 1908. szeptember 4. – Párizs, 1960. november 28.) amerikai író és költő.

## Művei
- Uncle Tom’s Children: Four Novellas, 1938
- Bright and Morning Star, 1938
- Uncle Tom’s Children: Five Long Stories, 1940
- Native Son, 1940
- Fire and Cloud, 1940
- 12 Million Black Voices: A Folk History of the Negro in the United States, 1941
- Black Boy, 1945
- The Outsider, 1953
- Black Power: A Record of Reactions in a Land of Pathos, 1954
- Savage Holiday, 1954
- The Color Curtain: A Report on the Bandung Conference, 1956
- Pagan Spain, 1957
- White Man, Listen!, 1957
- The Long Dream, 1959
- Eight Men, 1961
- Lawd Today, 1963
- American Hunger, 1974

### Életrajzok
- Michel Fabre: The Unfinished Quest of Richard Wright, második, átdolgozott kiadás, 1993
- Addison Gayle: Richard Wright: Ordeal of a Native Son, 1980
- Hazel Rowley: Richard Wright: the life and times; Chicago, Ill. [u. a.]: University of Chicago Press, 2008; ISBN 978-0-226-73038-7
- Margaret Walker: Richard Wright: Daemonic Genius, 1988; 1993, ISBN 1-56743-004-X
- Constance Webb: Richard Wright – A Biography, 1968
- John A. Williams: Richard Wright, 1969

### Műveihez
- Evelyn G. Avery: Rebels and Victims, 1979
- Robert Bone: Richard Wright, 1959
- Jean Franco Goundard: The Racial Problem in the Works of Richard Wright, 1992
- Joyce Ann Joyce: Richard Wright’s Art of Tragedy, 1986
- Keneth Kinnamon: The Emergence of Richard Wright, 1972
- Monika Plessner: Ich bin der dunklere Bruder · Die Literatur der schwarzen Amerikaner · Von den Spirituals bis zu James Baldwin. Fischer Verlag Frankfurt a. M. 1979, ISBN 3-596-26454-5, 240–255 o.
- Carol Polsgrove: Ending british rule in africa : writers in a common cause, Manchester [u. a.] : Manchester Univ Press, 2012, ISBN 978-0-7190-8901-5

## Magyarul
- A csodasugarak. Regény; ford. Büky György; Légrády, Bp., 1938 (Pesti Hírlap könyvek 531.)
- A csiu-csiangi pokol. Regény; ford. Büky György; Légrády, Bp., 1938 (Pesti Hírlap könyvek 575.)
- Meghajszolt vad. Regény; ford. Szinnai Tivadar; Dante, Bp., 1941
- Feketék és fehérek; ford. Kőszegi Imre; Dante, Bp., 1948
- Feketék és fehérek. Gyermekkor és ifjúság; ford. Kőszegi Imre; 3. átdolg. kiad.; Európa, Bp., 1978 (Századunk mesterei)